# Bill Joy
William Nelson „Bill” Joy (ur. 8 listopada 1954 w Farmington Hills) – amerykański programista, jeden z twórców korporacji Sun Microsystems.
Ukończył studia zawodowe inżynierii elektrycznej na Uniwersytecie Michigan, a tytuł magistra uzyskał na wydziale Inżynierii Elektrycznej i Wiedzy Komputerowej Uniwersytetu Kalifornijskiego w Berkeley. W czasie bytności w pracowni CSRG na Berkeley stał się jednym z twórców odmiany Uniksa BSD. Jest autorem edytora modalnego vi.
W 1982 odszedł z uczelni i wraz ze Scottem McNealy’m założył przedsiębiorstwo Sun Microsystems. W jej ramach projektował m.in. systemy Solaris, NFS, procesory SPARC oraz język programowania Java.
Jest autorem jednego z dyskutowanych tekstów na temat sztucznej inteligencji ostatnich lat, Why the Future Doesn’t Need Us.
Członek amerykańskiej National Academy of Engineering.